# Elaine Joyce

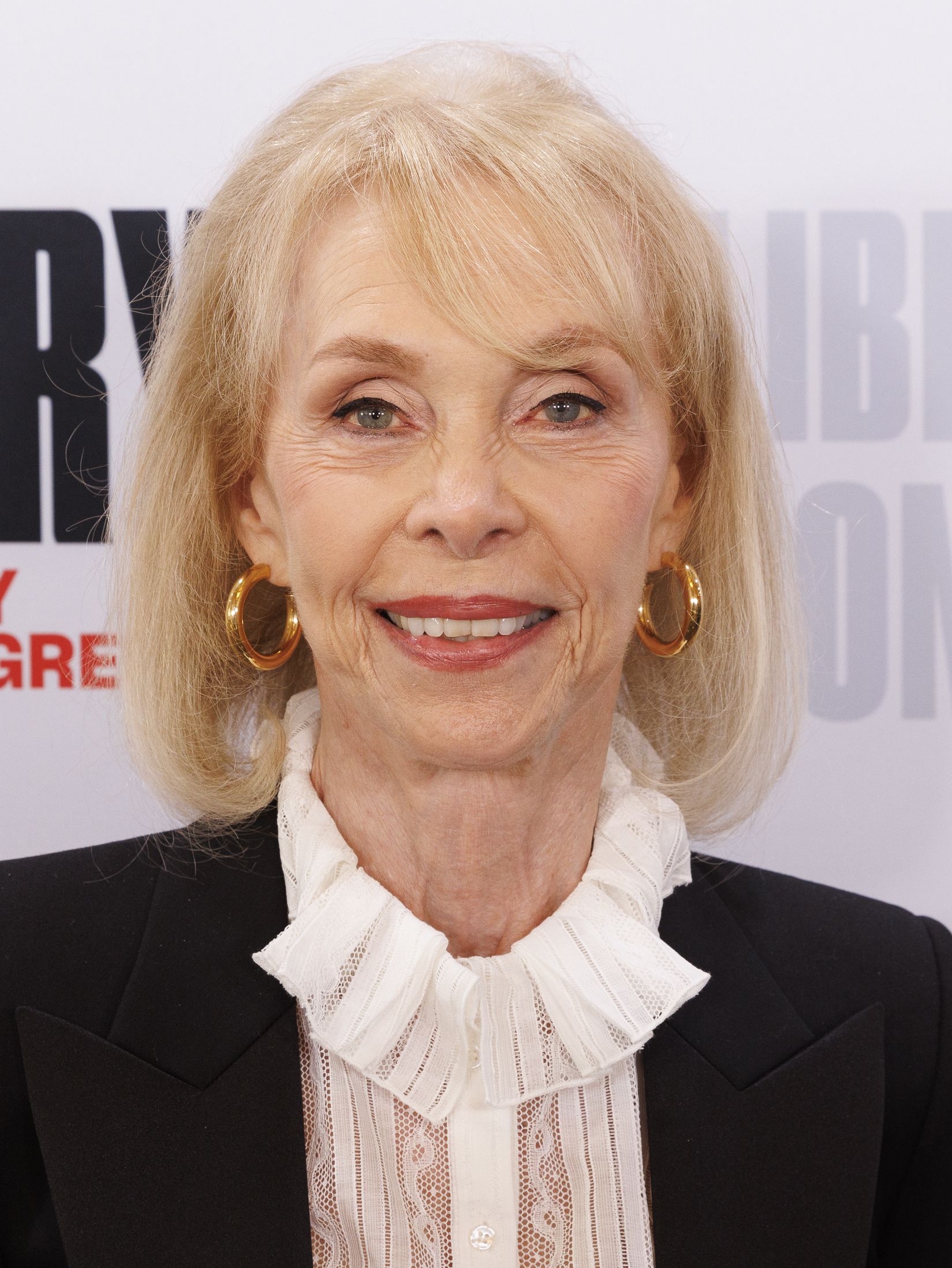
Elaine Joyce (2022)

Elaine Joyce (* 19. Dezember 1945 als Elaine Joyce Pinchot in Kansas City, Missouri) ist eine US-amerikanische Schauspielerin.

## Leben
Joyce hatte ihr Filmdebüt 1961 als Statistin ohne Namensnennung im Abspann in der Musicalverfilmung West Side Story. Sie trat in den darauf folgenden Jahren in weiteren ungenannten Filmrollen auf, darunter Music Man und Bye Bye Birdie. Zudem spielte sie einige Gastrollen in Fernsehserien. Mit Beginn der 1970er Jahre nahm ihre Karriere zunächst an Fahrt auf; so war sie 1971 an der Seite von Dyan Cannon und James Coco in Otto Premingers Filmkomödie So gute Freunde zu sehen. Im Jahr darauf gab sie ihr Debüt am Broadway, wo sie in über 500 Aufführungen die Titelrolle der Sugar in der auf Billy Wilders Komödie Manche mögen’s heiß basierenden Originalproduktion spielte. Für ihre Darstellung wurde sie mit dem Theatre World Award ausgezeichnet.
In den Folgejahren konnte sie ihren Erfolg nicht wiederholen. Sie spielte zahlreiche Gastrollen in Serien wie Quincy, Drei Engel für Charlie und Magnum und war nur gelegentlich in Filmproduktionen zu sehen, darunter der Horrorfilm Ragman aus dem Jahr 1986. Von 1981 bis 1982 hatte sie eine der Hauptrollen in der kurzlebigen Fantasyserie Mr. Merlin; 1995 bis 1996 hatte sie eine wiederkehrende Rolle in Beverly Hills, 90210.
Joyce war von 1968 bis zu dessen Tod 1980 mit dem Schauspieler Bobby Van verheiratet, aus der Ehe ging eine Tochter hervor. In den frühen 1980er-Jahren war sie zeitweise mit J. D. Salinger liiert. Ab 1985 war sie mit dem Fernsehproduzenten John Levoff verheiratet, aus dieser 1992 geschiedenen Ehe hat sie einen Sohn. In dritter Ehe lebte sie von 1999 bis zu dessen Tod 2018 mit Neil Simon.

## Filmografie (Auswahl)

### Fernsehen
- 1968: Here Come the Brides (2 Folgen)
- 1969: Hawaii Fünf-Null (als Angela Carlson)
- 1975: Kojak – Einsatz in Manhattan (Kojak) als Jo Anne Yager
- 1976: Hawaii Fünf-Null (als Cory Latham)
- 1977: Quincy (Quincy, M. E.) als Louise
- 1978: CHiPs als Susan
- 1978: Drei Engel für Charlie (Charlie’s Angels; Folge: Kies und Diamanten)
- 1978–1983: Love Boat (5 Folgen)
- 1979: Der unglaubliche Hulk (als Kellnerin)
- 1980: Hart aber herzlich (Hart to Hart; Folge: Gefährliches Spielzeug als Roberta 'Bob' Haywood)
- 1980: Fantasy Island (als Harriet Winkler)
- 1981: Der unglaubliche Hulk (als Mitzi)
- 1981–1982: Mr. Merlin (22 Folgen als Alex)
- 1983: Hart aber herzlich (Hart to Hart; Folge: Die Schlankheitskur als Marilyn)
- 1983: Magnum (Magnum, p.i.) Folge: Wie gewonnen so zerronnen als Marina Pepesco
- 1983: Hotel (als Ms. Gleason)
- 1984: Fantasy Island (als Colette Smith)
- 1984–1985: Simon and Simon (2 Folgen)
- 1984–1993: Mord ist ihr Hobby (Murder, She Wrote, 3 Folgen)
- 1993: Zeit der Sehnsucht als Paula Hammond
- 1993–1994: Schatten der Leidenschaft (2 Folgen)
- 1995–1996: Beverly Hills, 90210 (4 Folgen als Candace)

### Film
- 1961: West Side Story
- 1962: Music Man (The Music Man)
- 1963: Bye Bye Birdie
- 1968: Funny Girl
- 1971: So gute Freunde (Such Good Friends)
- 1980: Hotel zur Hölle (Motel Hell)
- 1986: Ragman (Trick or Treat)

## Broadway
- 1972–1973: Sugar

## Auszeichnungen
- 1972: Theatre World Award für Sugar